# Cannomois parviflora
Cannomois parviflora är en gräsväxtart som först beskrevs av Carl Peter Thunberg, och fick sitt nu gällande namn av Neville Stuart Pillans. Cannomois parviflora ingår i släktet Cannomois och familjen Restionaceae. Inga underarter finns listade i Catalogue of Life.